# Pelurga limbofumata
Pelurga limbofumata là một loài bướm đêm trong họ Geometridae.